# هتر ارمیتیج
هتر ارمیتیج (انگلیسی: Heather Armitage؛ زادهٔ ۱۷ مارس ۱۹۳۳) ورزشکار دو و میدانی اهل بریتانیا است.